# Limax dobrogicus
Limax dobrogicus is een slakkensoort uit de familie van de Limacidae. De wetenschappelijke naam van de soort is voor het eerst geldig gepubliceerd in 1960 door Grossu & Lupu.